# Jean Giraudoux
Hippolyte Jean Giraudoux (Bellac, departamento de Haute-Vienne, 29 de octubre de 1882 - París, 31 de enero de 1944) fue un escritor francés.

## Biografía
Pasó por la Escuela Normal Superior, pero se orientó muy pronto hacia la Diplomacia; licenciado en alemán en la Universidad de Múnich, fue preceptor en Baviera del príncipe de Sajonia-Meiningen y recorrió Alemania, los Países Bajos, Bélgica, Serbia y el norte de Italia; luego entró en la carrera consular. Conoció a una joven heredera cubana, Rosalía Abreu (1886-1955), hermana de un amigo suyo, por la que sostuvo una pasión no correspondida. Durante la Primera Guerra Mundial fue citado en la orden del día y condecorado con la Legión de honor a título militar. En 1917 acompañó a Joffre y Bergson en su viaje a los Estados Unidos. Sostuvo una relación con la divorciada Suzanne Boland, que le dio un hijo, Jean-Pierre, en 1919. Hasta 1928 había cultivado solo la narrativa, pero, tras haber hecho amistad con el actor Louis Jouvet en ese año, empezó a escribir teatro. Entre 1931 y 1936 fue amante de la joven heredera argentina Anita de Madero; entre 1939 y 1943 entabló una relación con la joven periodista Isabelle Montérou. En cuanto a su carrera diplomática, fue sucesivamente Director del servicio de Obras Francesas en el extranjero, Secretario de embajada en Berlín, Director del Servicio de prensa del Ministerio de Asuntos Exteriores, Representante de Francia en Turquía con ocasión del pago de la deuda otomana e Inspector de consulados, cargos que le hicieron viajar a menudo por Europa oriental (Viena, Moscú...). En 1930 fue nombrado comisario de Información y en 1940 presidente del Comité consultivo de propaganda. Murió en París, a causa de una uremia, en 1944.
Durante veinte años solo escribió narrativa, una narrativa con horror por el sentimentalismo y en la que domina una verbosidad a veces agobiante, porque apenas hace aflorar el tema principal; en sus obras campan como notas esenciales la fantasía, el lirismo y el humor. A veces la exuberancia verbal y la irrealidad de sus personajes (la psicología no era su fuerte) restan eficacia a su producción. Luego de conquistar el premio Montyon, en 1912, con L'école des indifférents, abordó temas de guerra y posguerra y psicológicos. Pero donde alcanzó mayor éxito fue a partir de 1928 cuando empezó a cultivar el teatro, porque frente al valor de la fantasía, el lirismo y el humor que lo caracterizan, asoman atenuados los defectos ya citados de los arabescos de estilo, el desarrollo innecesario o gratuito y la escasa densidad de los personajes, porque muy a menudo juega cuando lo que debería es conmover. Presenta, eso sí, un mundo transfigurado y encantado libre de las vulgaridades y de los agobios de la existencia real, donde la libertad, la fantasía y la poesía pueden volver a encontrar sus derechos. Como otros dramaturgos de su época (Jean Cocteau, Albert Camus, Jean-Paul Sartre etc.) reescribió los temas mitológicos adaptándolos a su época. Como ensayista, escribió un importante trabajo político que recoge diversos artículos y conferencias, Pleins pouvoirs (Gallimard, 1939), en el cual, tomando como modelo los Estados Unidos, pide la adopción de una política de inmigración a fin de "obtener en su integridad, por depuración, un tipo moral y cultural". Su preferencia va hacia "una inmigración escandinava eminentemente deseable" y a la exclusión de «estas razas primitivas o impermeables cuyas civilizaciones, por su mediocridad o carácter excluyente, no pueden ofrecer más que amalgamas lamentables", simbolizadas según él por los árabes.

## Obras

### Novelas y cuentos
- Provinciales (1909)
- L'École des indifférents (1911)
- Lectures pour une ombre (1917)
- Simon le Pathétique (1918)
- Elpénor (1919)
- Amica America (1919)
- Adorable Clio (1920)
- Suzanne et le Pacifique (1921)
- Siegfried et le Limousin (1922)
- Juliette au pays des hommes (1924)
- Bella (1926)
- Églantine (1927)
- Aventures de Jérôme Bardini (1930)
- La France sentimentale (1932)
- Combat avec l'ange (1934)
- Choix des élues (1939)
- La Menteuse (1958)

### Obras diversas
- Les cinq Tentations de La Fontaine  (1938)
- Pleins pouvoirs  (1939)
- Littérature  (1941)
- Sans pouvoirs
- Visitations  (1947)
- Or dans la nuit  (1969)

### Teatro
- Siegfried (1928)
- Amphitryon 38 (1929)
- Judith (1931)
- Intermezzo (1933)
- Tessa (1934)
- La guerre de Troie n'aura pas lieu (1935)
- Supplément au voyage de Cook (1935)
- L'Impromptu de Paris (1937)
- Électre (1937)
- Cantique des cantiques (1938)
- Ondine (1939)
- L'Apollon de Bellac (1942)
- Sodome et Gomorrhe (1943)
- La Folle de Chaillot (1945)
- Pour Lucrèce (1953)